# Oswald Partington (2e baron Doverdale)
Oswald Partington, 2e baron Doverdale (4 mai 1872 - 23 mars 1935) est un homme politique du Parti libéral au Royaume-Uni.

## Carrière
Il est le fils du propriétaire de moulin Edward Partington (qui devient le 1er baron Doverdale), et est né à Bury. Formé à l'école Rossall, il est officier dans le 4e (milice) bataillon du Cheshire Regiment. Il est juge de paix pour les comtés du Cheshire et du Worcestershire et lieutenant adjoint de ce dernier comté.
Partington entre dans l'entreprise familiale qui implique la production et la transformation de pâte de bois pour la fabrication de papier. Il est membre de la société Olive and Partington, avec des usines de papier à Glossop, Derbyshire et administrateur de la Kellner-Partington Paper Pulp Company .
Il est élu aux élections générales de 1900 comme député de la circonscription de High Peak dans le Derbyshire, et occupe le siège lors de deux autres élections avant sa défaite aux élections générales de décembre 1910.
En mars 1913, il est nommé échevin du London County Council sous l'étiquette du Parti progressiste soutenu par les libéraux. Il reste membre du conseil jusqu'en 1920.
Il est réélu à la Chambre des communes en 1915 lors d'une élection partielle pour la circonscription de Shipley dans le West Riding of Yorkshire. La vacance s'est produite pendant la Première Guerre mondiale, lorsque le député en exercice Percy Illingworth, est décédé. En vertu d'un accord entre les partis, les sièges vacants devaient être pourvus pendant toute la durée du conflit, par un candidat du parti détenant le siège. Partington ne se représente pas aux élections générales en 1918.
Il succède à son père à la pairie à sa mort en 1925. Il est décédé à son domicile londonien, Bolney House à Ennismore Gardens, Westminster en 1935 à l'âge de 62 ans. Il est enterré à Hampton Lovett près de Droitwich, près de sa maison de campagne de Westwood Park.

## Famille
Partington s'est marié deux fois. Son premier mariage a lieu à St Margaret's, Westminster le 6 août 1902, avec Clara Isabel Murray (1880-1945), fille de Montolieu Oliphant-Murray (1er vicomte Elibank). Le couple a un fils et une fille mais divorce en 1934. En 1934, il épouse une veuve américaine, Leslie Tailer née Cornell, fille de George B Cornell, de New York. Il a :
- Edward Alexander Partington (1904-1949), qui lui succède comme baron Doverdale
- Aline Emily Partington (née en 1907), mariée en 1936 à Kenneth Weir Hogg, 6e baronnet